# Ноэл, Эван
Эван Бэйлли Ноэл (англ. Evan Baillie Noel; 23 января 1879, Стэнмоур — 22 декабря 1928, Лондон) — британский игрок в рэкетс и жё-де-пом, чемпион и призёр летних Олимпийских игр.
Ноэл участвовал в летних Олимпийских играх 1908 в Лондоне в соревнованиях по рэкетсу в обоих разрядах: одиночном и парном. В первом турнире он, пройдя три предварительных раунда, вышел в финал, однако его соперник Генри Лиф повредил руку в полуфинале и не стал с ним играть, и чемпионом автоматически стал Ноэл. Затем они вместе соревновались в парном разряде, но проиграли в полуфинале будущим чемпионам и заняли в итоге третье место.
Через некоторое время Ноэль участвовал в одиночном турнире по жё-де-пому. Он вышел в четвертьфинал, но там проиграл будущему серебряному призёру Юстасу Майлсу.
Помимо спорта, Ноэл работал спортивным журналистом в «The Times» и менеджером в теннисном клубе «Queen’s Club».